# Tartrato de antimonio y potasio

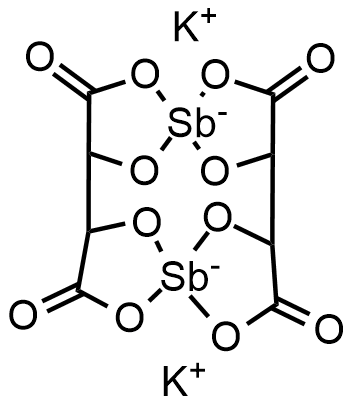
Estructura química del tartrato de potasio y amonio

El tartrato de antimonio y potasio, conocido antiguamente como tártaro emético, es una sustancia química de fórmula K2Sb2(C4H2O6)2. 

## Composición y aplicaciones
Es una sal doble de potasio y antimonio de ácido tartárico, compuesto conocido desde la Edad Media y empleado en medicina antigua como un potente emético o vomitivo, pero muy rebajado por ser tóxico y con peligrosos y aun mortales efectos secundarios. También se empleó en el tratamiento de la esquistosomiasis y la leishmaniasis, pero sus muchos inconvenientes y toxicidad hicieron que se recurriera a él solo en casos extremos y se utilizasen medicinas alternativas, de forma que prácticamente no se usa desde 1970.
Se presenta en forma de cristales hemihidratados. Es altamente tóxico y se usa para corroer los tejidos y el cuero, en medicina como emético y sudorífico, en perfumería y como insecticida.

## Historia
Aunque se conocía con anterioridad, su descubrimiento se atribuye a Adrián van Mynche en 1631 y su composición fue determinada por primera vez en 1773 por el químico sueco Torbern Olof Bergman (1735-1784). Era considerado un medicamento heroico, esto es, que solo se usaba en casos extremos. Posee propiedades de expectorante, vomitivo, purgante, irritante y rubefaciente. Como emético se usó antiguamente en algunos casos de envenenamiento y como diaforético en casos de sífilis, escrófula etc. En farmacia se usaba sobre todo para promover vómitos, como expectorante y febrífugo, pero solo con individuos robustos por su acción depresiva del corazón y del sistema nervioso. Aunque se empleó en los EE. UU. para combatir la intoxicación por alcohol, fue declarado allí ineficaz en 1941. Se ha empleado siempre con mucha precaución por el gran inconveniente que posee de generar necrosis en los tejidos. Se recomendaba en bronquitis y en la difteria, en este caso para facilitar la expulsión de membranas, y en hemorragias para reducir su tensión. Félix Dujardin presentó estadísticas que señalaban que buena parte de los óbitos o muertes que se producían cuando se administraba en pulmonías se debían precisamente al propio tártaro emético y no a la enfermedad. Exteriormente se dejó de emplear por las cicatrices que dejaba, quedando reducido el uso a casos de hemorroides. Efectos secundarios reconocidos eran la producción de debilidad, caquexia y enfermedades del aparato digestivo.